# Groupe F des éliminatoires du Championnat d'Europe de football 2008
Cet article donne le calendrier, les résultats des matches ainsi que le classement du groupe F des éliminatoires de l'Euro 2008.

## Classement
| Rang | Équipe          | Pts | J  | G | N | P | Bp | Bc | Diff |  | Résultats (▼ dom., ► ext.) |     |     |     |     |     |     |     |
| ---- | --------------- | --- | -- | - | - | - | -- | -- | ---- |  | -------------------------- | --- | --- | --- | --- | --- | --- | --- |
| 1    | Espagne         | 28  | 12 | 9 | 1 | 2 | 23 | 8  | +15  |  | Espagne                    |     | 3-0 | 1-0 | 2-1 | 2-0 | 1-0 | 4-0 |
| 2    | Suède           | 26  | 12 | 8 | 2 | 2 | 23 | 9  | +14  |  | Suède                      | 2-0 |     | 1-1 | 0-0 | 2-1 | 5-0 | 3-1 |
| 3    | Irlande du Nord | 20  | 12 | 6 | 2 | 4 | 17 | 14 | +3   |  | Irlande du Nord            | 3-2 | 2-1 |     | 2-1 | 1-0 | 0-3 | 3-1 |
| 4    | Danemark        | 20  | 12 | 6 | 2 | 4 | 21 | 11 | +10  |  | Danemark                   | 1-3 | 0-3 | 0-0 |     | 3-1 | 3-0 | 4-0 |
| 5    | Lettonie        | 12  | 12 | 4 | 0 | 8 | 15 | 17 | -2   |  | Lettonie                   | 0-2 | 0-1 | 1-0 | 0-2 |     | 4-0 | 4-1 |
| 6    | Islande         | 8   | 12 | 2 | 2 | 8 | 10 | 27 | -17  |  | Islande                    | 1-1 | 1-2 | 2-1 | 0-2 | 2-4 |     | 1-1 |
| 7    | Liechtenstein   | 7   | 12 | 2 | 1 | 9 | 9  | 32 | -23  |  | Liechtenstein              | 0-2 | 0-3 | 1-4 | 0-4 | 1-0 | 3-0 |     |

Les rencontres du groupe F ont été négociées lors d'une réunion entre les participants à Copenhague.
| 2 septembre 2006 | Irlande du Nord | 0–3 | Islande                                            | Windsor Park, Belfast                           |                                                 |
| 15:00 UTC+1      |                 |     | 13e Þorvaldsson · 20e Hreiðarsson · 37e Guðjohnsen | Spectateurs : 13 552 Arbitrage : Tommy Skjerven | Spectateurs : 13 552 Arbitrage : Tommy Skjerven |
| 15:00 UTC+1      | Rapport         |     |                                                    | Spectateurs : 13 552 Arbitrage : Tommy Skjerven | Spectateurs : 13 552 Arbitrage : Tommy Skjerven |

| 2 septembre 2006 | Lettonie | 0–1 | Suède         | Skonto Stadion, Riga                          |                                               |
| 20:00 UTC+3      |          |     | 38e Källström | Spectateurs : 7 500 Arbitrage : Darko Ceferin | Spectateurs : 7 500 Arbitrage : Darko Ceferin |
| 20:00 UTC+3      | Rapport  |     |               | Spectateurs : 7 500 Arbitrage : Darko Ceferin | Spectateurs : 7 500 Arbitrage : Darko Ceferin |

| 2 septembre 2006 | Espagne                                    | 4–0 | Liechtenstein | Estadio Nuevo Vivero (en), Badajoz                  |                                                     |
| 22:00 UTC+2      | Torres 20e · Villa 45e 62e · L. García 66e |     |               | Spectateurs : 13 876 Arbitrage : Ljubomir Krstevski | Spectateurs : 13 876 Arbitrage : Ljubomir Krstevski |
| 22:00 UTC+2      | Rapport                                    |     |               | Spectateurs : 13 876 Arbitrage : Ljubomir Krstevski | Spectateurs : 13 876 Arbitrage : Ljubomir Krstevski |

| 6 septembre 2006 | Suède                          | 3–1 | Liechtenstein | Ullevi, Göteborg                                  |                                                   |
| 19:30 UTC+2      | Allbäck 2e 69e · Rosenberg 89e |     | 27e M. Frick  | Spectateurs : 17 735 Arbitrage : Veaceslav Banari | Spectateurs : 17 735 Arbitrage : Veaceslav Banari |
| 19:30 UTC+2      | Rapport                        |     |               | Spectateurs : 17 735 Arbitrage : Veaceslav Banari | Spectateurs : 17 735 Arbitrage : Veaceslav Banari |

| 6 septembre 2006 | Islande | 0–2 | Danemark                    | Laugardalsvöllur, Reykjavík                     |                                                 |
| 18:05 UTC+0      |         |     | 5e Rommedahl · 33e Tomasson | Spectateurs : 10 007 Arbitrage : Nikolai Ivanov | Spectateurs : 10 007 Arbitrage : Nikolai Ivanov |
| 18:05 UTC+0      | Rapport |     |                             | Spectateurs : 10 007 Arbitrage : Nikolai Ivanov | Spectateurs : 10 007 Arbitrage : Nikolai Ivanov |

| 6 septembre 2006 | Irlande du Nord   | 3–2 | Espagne              | Windsor Park, Belfast                               |                                                     |
| 20:15 UTC+1      | Healy 20e 65e 80e |     | 14e Xavi · 52e Villa | Spectateurs : 13 885 Arbitrage : Frank De Bleeckere | Spectateurs : 13 885 Arbitrage : Frank De Bleeckere |
| 20:15 UTC+1      | Rapport           |     |                      | Spectateurs : 13 885 Arbitrage : Frank De Bleeckere | Spectateurs : 13 885 Arbitrage : Frank De Bleeckere |

| 7 octobre 2006 | Danemark | 0–0 | Irlande du Nord | Parken Stadium, Copenhague                     |                                                |
| 20:00 UTC+2    |          |     |                 | Spectateurs : 41 482 Arbitrage : Konrad Plautz | Spectateurs : 41 482 Arbitrage : Konrad Plautz |
| 20:00 UTC+2    | Rapport  |     |                 | Spectateurs : 41 482 Arbitrage : Konrad Plautz | Spectateurs : 41 482 Arbitrage : Konrad Plautz |

| 7 octobre 2006 | Lettonie                                            | 4–0 | Islande | Skonto Stadion, Riga                       |                                            |
| 21:00 UTC+3    | Karlsons 14e · Verpakovskis 15e 25e · Višņakovs 52e |     |         | Spectateurs : 6 800 Arbitrage : Alan Kelly | Spectateurs : 6 800 Arbitrage : Alan Kelly |
| 21:00 UTC+3    | Rapport                                             |     |         | Spectateurs : 6 800 Arbitrage : Alan Kelly | Spectateurs : 6 800 Arbitrage : Alan Kelly |

| 7 octobre 2006 | Suède                      | 2–0 | Espagne | Stade Råsunda, Solna                           |                                                |
| 20:00 UTC+2    | Elmander 10e · Allbäck 82e |     |         | Spectateurs : 33 056 Arbitrage : Steve Bennett | Spectateurs : 33 056 Arbitrage : Steve Bennett |
| 20:00 UTC+2    | Rapport                    |     |         | Spectateurs : 33 056 Arbitrage : Steve Bennett | Spectateurs : 33 056 Arbitrage : Steve Bennett |

| 11 octobre 2006 | Islande      | 1–2 | Suède                          | Laugardalsvöllur, Reykjavík                       |                                                   |
| 18:05 UTC+0     | Viðarsson 6e |     | 8e Källström · 59e Wilhelmsson | Spectateurs : 8 725 Arbitrage : Grzegorz Gilewski | Spectateurs : 8 725 Arbitrage : Grzegorz Gilewski |
| 18:05 UTC+0     | Rapport      |     |                                | Spectateurs : 8 725 Arbitrage : Grzegorz Gilewski | Spectateurs : 8 725 Arbitrage : Grzegorz Gilewski |

| 11 octobre 2006 | Liechtenstein | 0–4 | Danemark                                         | Rheinpark (en), Vaduz                         |                                               |
| 20:15 UTC+2     |               |     | 29e D. Jensen · 32e Gravgaard · 51e 64e Tomasson | Spectateurs : 2 665 Arbitrage : Ceri Richards | Spectateurs : 2 665 Arbitrage : Ceri Richards |
| 20:15 UTC+2     | Rapport       |     |                                                  | Spectateurs : 2 665 Arbitrage : Ceri Richards | Spectateurs : 2 665 Arbitrage : Ceri Richards |

| 11 octobre 2006 | Irlande du Nord | 1–0 | Lettonie | Windsor Park, Belfast                             |                                                   |
| 20:00 UTC+1     | Healy 35e       |     |          | Spectateurs : 13 500 Arbitrage : Helmut Fleischer | Spectateurs : 13 500 Arbitrage : Helmut Fleischer |
| 20:00 UTC+1     | Rapport         |     |          | Spectateurs : 13 500 Arbitrage : Helmut Fleischer | Spectateurs : 13 500 Arbitrage : Helmut Fleischer |

| 24 mars 2007 | Liechtenstein   | 1–4 | Irlande du Nord                  | Rheinpark (en), Vaduz                         |                                               |
| 20:15 UTC+1  | Burgmeier 90+1e |     | 52e 75e 83e Healy · 90+2e McCann | Spectateurs : 4 340 Arbitrage : Oleh Oriekhov | Spectateurs : 4 340 Arbitrage : Oleh Oriekhov |
| 20:15 UTC+1  | Rapport         |     |                                  | Spectateurs : 4 340 Arbitrage : Oleh Oriekhov | Spectateurs : 4 340 Arbitrage : Oleh Oriekhov |

| 24 mars 2007 | Espagne                     | 2–1 | Danemark      | Stade Santiago-Bernabéu, Madrid                  |                                                  |
| 22:00 UTC+1  | Morientes 34e · Villa 45+1e |     | 49e Gravgaard | Spectateurs : 73 575 Arbitrage : Massimo Busacca | Spectateurs : 73 575 Arbitrage : Massimo Busacca |
| 22:00 UTC+1  | Rapport                     |     |               | Spectateurs : 73 575 Arbitrage : Massimo Busacca | Spectateurs : 73 575 Arbitrage : Massimo Busacca |

| 28 mars 2007 | Liechtenstein | 1–0 | Lettonie | Rheinpark (en), Vaduz                          |                                                |
| 19:30 UTC+2  | M. Frick 17e  |     |          | Spectateurs : 1 680 Arbitrage : Serge Gumienny | Spectateurs : 1 680 Arbitrage : Serge Gumienny |
| 19:30 UTC+2  | Rapport       |     |          | Spectateurs : 1 680 Arbitrage : Serge Gumienny | Spectateurs : 1 680 Arbitrage : Serge Gumienny |

| 28 mars 2007 | Irlande du Nord | 2–1 | Suède        | Windsor Park, Belfast                           |                                                 |
| 19:45 UTC+1  | Healy 31e 58e   |     | 26e Elmander | Spectateurs : 13 500 Arbitrage : Eric Braamhaar | Spectateurs : 13 500 Arbitrage : Eric Braamhaar |
| 19:45 UTC+1  | Rapport         |     |              | Spectateurs : 13 500 Arbitrage : Eric Braamhaar | Spectateurs : 13 500 Arbitrage : Eric Braamhaar |

| 28 mars 2007 | Espagne     | 1–0 | Islande | Stade de Son Moix, Palma                         |                                                  |
| 22:00 UTC+2  | Iniesta 80e |     |         | Spectateurs : 18 326 Arbitrage : Laurent Duhamel | Spectateurs : 18 326 Arbitrage : Laurent Duhamel |
| 22:00 UTC+2  | Rapport     |     |         | Spectateurs : 18 326 Arbitrage : Laurent Duhamel | Spectateurs : 18 326 Arbitrage : Laurent Duhamel |

| 2 juin 2007 | Islande           | 1–1 | Liechtenstein   | Laugardalsvöllur, Reykjavík                 |                                             |
| 16:00 UTC+0 | B. Gunnarsson 27e |     | 69e Rohrer (en) | Spectateurs : 5 139 Arbitrage : Sten Kaldma | Spectateurs : 5 139 Arbitrage : Sten Kaldma |
| 16:00 UTC+0 | Rapport           |     |                 | Spectateurs : 5 139 Arbitrage : Sten Kaldma | Spectateurs : 5 139 Arbitrage : Sten Kaldma |

| 2 juin 2007 | Danemark                                 | 0–3 | Suède                         | Parken Stadium, Copenhague                      |                                                 |
| 16:00 UTC+0 | Agger 34e · Tomasson 62e · Andreasen 75e |     | 7e 26e Elmander · 23e Hansson | Spectateurs : 42 083 Arbitrage : Herbert Fandel | Spectateurs : 42 083 Arbitrage : Herbert Fandel |
| 16:00 UTC+0 | Rapport                                  |     |                               | Spectateurs : 42 083 Arbitrage : Herbert Fandel | Spectateurs : 42 083 Arbitrage : Herbert Fandel |

| 2 juin 2007 | Lettonie | 0–2 | Espagne              | Skonto Stadion, Riga                           |                                                |
| 21:30 UTC+3 |          |     | 45e Villa · 60e Xavi | Spectateurs : 10 000 Arbitrage : Craig Thomson | Spectateurs : 10 000 Arbitrage : Craig Thomson |
| 21:30 UTC+3 | Rapport  |     |                      | Spectateurs : 10 000 Arbitrage : Craig Thomson | Spectateurs : 10 000 Arbitrage : Craig Thomson |

| 6 juin 2007 | Suède                                                            | 5–0 | Islande | Stade Råsunda, Solna                         |                                              |
| 20:15 UTC+2 | Allbäck 11e 51e · A. Svensson 42e · Mellberg 45e · Rosenberg 50e |     |         | Spectateurs : 33 338 Arbitrage : Alain Hamer | Spectateurs : 33 338 Arbitrage : Alain Hamer |
| 20:15 UTC+2 | Rapport                                                          |     |         | Spectateurs : 33 338 Arbitrage : Alain Hamer | Spectateurs : 33 338 Arbitrage : Alain Hamer |

| 6 juin 2007 | Liechtenstein | 0–2 | Espagne      | Rheinpark (en), Vaduz                          |                                                |
| 20:30 UTC+2 |               |     | 8e 14e Villa | Spectateurs : 5 739 Arbitrage : Nikolai Ivanov | Spectateurs : 5 739 Arbitrage : Nikolai Ivanov |
| 20:30 UTC+2 | Rapport       |     |              | Spectateurs : 5 739 Arbitrage : Nikolai Ivanov | Spectateurs : 5 739 Arbitrage : Nikolai Ivanov |

| 6 juin 2007 | Lettonie | 0–2 | Danemark          | Skonto Stadion, Riga                             |                                                  |
| 21:30 UTC+3 |          |     | 15e 17e Rommedahl | Spectateurs : 7 500 Arbitrage : Matteo Trefoloni | Spectateurs : 7 500 Arbitrage : Matteo Trefoloni |
| 21:30 UTC+3 | Rapport  |     |                   | Spectateurs : 7 500 Arbitrage : Matteo Trefoloni | Spectateurs : 7 500 Arbitrage : Matteo Trefoloni |

| 22 août 2007 | Irlande du Nord             | 3–1 | Liechtenstein | Windsor Park, Belfast                          |                                                |
| 19:45 UTC+1  | Healy 5e 35e · Lafferty 56e |     | 89e M. Frick  | Spectateurs : 13 544 Arbitrage : Radek Matějek | Spectateurs : 13 544 Arbitrage : Radek Matějek |
| 19:45 UTC+1  | Rapport                     |     |               | Spectateurs : 13 544 Arbitrage : Radek Matějek | Spectateurs : 13 544 Arbitrage : Radek Matějek |

| 8 septembre 2007 | Lettonie        | 1–0 | Irlande du Nord | Skonto Stadion, Riga                          |                                               |
| 19:15 UTC+3      | Baird 56e (csc) |     |                 | Spectateurs : 7 500 Arbitrage : Pedro Proença | Spectateurs : 7 500 Arbitrage : Pedro Proença |
| 19:15 UTC+3      | Rapport         |     |                 | Spectateurs : 7 500 Arbitrage : Pedro Proença | Spectateurs : 7 500 Arbitrage : Pedro Proença |

| 8 septembre 2007 | Suède   | 0–0 | Danemark | Stade Råsunda, Solna                                |                                                     |
| 20:30 UTC+2      |         |     |          | Spectateurs : 33 082 Arbitrage : Frank De Bleeckere | Spectateurs : 33 082 Arbitrage : Frank De Bleeckere |
| 20:30 UTC+2      | Rapport |     |          | Spectateurs : 33 082 Arbitrage : Frank De Bleeckere | Spectateurs : 33 082 Arbitrage : Frank De Bleeckere |

| 8 septembre 2007 | Islande          | 1–1 | Espagne     | Laugardalsvöllur, Reykjavík                    |                                                |
| 20:00 UTC+0      | Hallfreðsson 40e |     | 86e Iniesta | Spectateurs : 9 483 Arbitrage : Wolfgang Stark | Spectateurs : 9 483 Arbitrage : Wolfgang Stark |
| 20:00 UTC+0      | Rapport          |     |             | Spectateurs : 9 483 Arbitrage : Wolfgang Stark | Spectateurs : 9 483 Arbitrage : Wolfgang Stark |

| 12 septembre 2007 | Danemark                                          | 4–0 | Liechtenstein | NRGi Park, Aarhus                                 |                                                   |
| 20:00 UTC+2       | Nordstrand 3e 36e · M. Laursen 12e · Tomasson 18e |     |               | Spectateurs : 20 005 Arbitrage : Mark Clattenburg | Spectateurs : 20 005 Arbitrage : Mark Clattenburg |
| 20:00 UTC+2       | Rapport                                           |     |               | Spectateurs : 20 005 Arbitrage : Mark Clattenburg | Spectateurs : 20 005 Arbitrage : Mark Clattenburg |

| 12 septembre 2007 | Islande                                   | 2–1 | Irlande du Nord  | Laugardalsvöllur, Reykjavík                   |                                               |
| 18:05 UTC+0       | Björnsson (en) 6e · Gillespie 90+1e (csc) |     | 72e (pen.) Healy | Spectateurs : 7 727 Arbitrage : Yuri Baskakov | Spectateurs : 7 727 Arbitrage : Yuri Baskakov |
| 18:05 UTC+0       | Rapport                                   |     |                  | Spectateurs : 7 727 Arbitrage : Yuri Baskakov | Spectateurs : 7 727 Arbitrage : Yuri Baskakov |

| 12 septembre 2007 | Espagne               | 2–0 | Lettonie | Stade Carlos Tartiere, Oviedo               |                                             |
| 22:00 UTC+2       | Xavi 13e · Torres 86e |     |          | Spectateurs : 22 560 Arbitrage : Alon Yefet | Spectateurs : 22 560 Arbitrage : Alon Yefet |
| 22:00 UTC+2       | Rapport               |     |          | Spectateurs : 22 560 Arbitrage : Alon Yefet | Spectateurs : 22 560 Arbitrage : Alon Yefet |

| 13 octobre 2007 | Islande           | 2–4 | Lettonie                                       | Laugardalsvöllur, Reykjavík               |                                           |
| 16:00 UTC+0     | Guðjohnsen 4e 52e |     | 27e Kļava · 31e Laizāns · 37e 46e Verpakovskis | Spectateurs : 5 865 Arbitrage : Mike Dean | Spectateurs : 5 865 Arbitrage : Mike Dean |
| 16:00 UTC+0     | Rapport           |     |                                                | Spectateurs : 5 865 Arbitrage : Mike Dean | Spectateurs : 5 865 Arbitrage : Mike Dean |

| 13 octobre 2007 | Liechtenstein | 0–3 | Suède                                             | Rheinpark (en), Vaduz                           |                                                 |
| 19:00 UTC+2     |               |     | 19e Ljungberg · 29e Wilhelmsson · 56e A. Svensson | Spectateurs : 4 131 Arbitrage : Paolo Dondarini | Spectateurs : 4 131 Arbitrage : Paolo Dondarini |
| 19:00 UTC+2     | Rapport       |     |                                                   | Spectateurs : 4 131 Arbitrage : Paolo Dondarini | Spectateurs : 4 131 Arbitrage : Paolo Dondarini |

| 13 octobre 2007 | Danemark     | 1–3 | Espagne                            | NRGi Park, Aarhus                             |                                               |
| 20:00 UTC+2     | Tomasson 87e |     | 14e Tamudo · 40e Ramos · 89e Riera | Spectateurs : 19 849 Arbitrage : Ľuboš Micheľ | Spectateurs : 19 849 Arbitrage : Ľuboš Micheľ |
| 20:00 UTC+2     | Rapport      |     |                                    | Spectateurs : 19 849 Arbitrage : Ľuboš Micheľ | Spectateurs : 19 849 Arbitrage : Ľuboš Micheľ |

| 17 octobre 2007 | Danemark                                            | 3–1 | Lettonie   | Parken Stadium, Copenhague                    |                                               |
| 20:00 UTC+2     | Tomasson 7e (pen.) · U. Laursen 27e · Rommedahl 90e |     | 80e Gorkšs | Spectateurs : 19 004 Arbitrage : Cüneyt Çakır | Spectateurs : 19 004 Arbitrage : Cüneyt Çakır |
| 20:00 UTC+2     | Rapport                                             |     |            | Spectateurs : 19 004 Arbitrage : Cüneyt Çakır | Spectateurs : 19 004 Arbitrage : Cüneyt Çakır |

| 17 octobre 2007 | Liechtenstein            | 3–0 | Islande | Rheinpark (en), Vaduz                                 |                                                       |
| 20:00 UTC+2     | Frick 28e · Beck 80e 82e |     |         | Spectateurs : 2 589 Arbitrage : Christóforos Zográfos | Spectateurs : 2 589 Arbitrage : Christóforos Zográfos |
| 20:00 UTC+2     | Rapport                  |     |         | Spectateurs : 2 589 Arbitrage : Christóforos Zográfos | Spectateurs : 2 589 Arbitrage : Christóforos Zográfos |

| 17 octobre 2007 | Suède        | 1–1 | Irlande du Nord | Stade Råsunda, Solna                            |                                                 |
| 20:30 UTC+2     | Mellberg 15e |     | 72e Lafferty    | Spectateurs : 33 112 Arbitrage : Bertrand Layec | Spectateurs : 33 112 Arbitrage : Bertrand Layec |
| 20:30 UTC+2     | Rapport      |     |                 | Spectateurs : 33 112 Arbitrage : Bertrand Layec | Spectateurs : 33 112 Arbitrage : Bertrand Layec |

| 17 novembre 2007 | Lettonie                                                      | 4–1 | Liechtenstein    | Skonto Stadion, Riga                              |                                                   |
| 18:00 UTC+2      | Karlsons 14e · Verpakovskis 30e · Laizāns 63e · Višņakovs 87e |     | 13e (csc) Zirnis | Spectateurs : 4 800 Arbitrage : Svein Oddvar Moen | Spectateurs : 4 800 Arbitrage : Svein Oddvar Moen |
| 18:00 UTC+2      | Rapport                                                       |     |                  | Spectateurs : 4 800 Arbitrage : Svein Oddvar Moen | Spectateurs : 4 800 Arbitrage : Svein Oddvar Moen |

| 17 novembre 2007 | Irlande du Nord        | 2–1 | Danemark     | Windsor Park, Belfast                        |                                              |
| 19:45 UTC+0      | Feeney 62e · Healy 80e |     | 51e Bendtner | Spectateurs : 12 997 Arbitrage : Pieter Vink | Spectateurs : 12 997 Arbitrage : Pieter Vink |
| 19:45 UTC+0      | Rapport                |     |              | Spectateurs : 12 997 Arbitrage : Pieter Vink | Spectateurs : 12 997 Arbitrage : Pieter Vink |

| 17 novembre 2007 | Espagne                                 | 3–0 | Suède | Stade Santiago-Bernabéu, Madrid                  |                                                  |
| 22:00 UTC+1      | Capdevila 14e · Iniesta 39e · Ramos 65e |     |       | Spectateurs : 67 055 Arbitrage : Roberto Rosetti | Spectateurs : 67 055 Arbitrage : Roberto Rosetti |
| 22:00 UTC+1      | Rapport                                 |     |       | Spectateurs : 67 055 Arbitrage : Roberto Rosetti | Spectateurs : 67 055 Arbitrage : Roberto Rosetti |

| 21 novembre 2007 | Danemark                                     | 3–0 | Islande | Parken Stadium, Copenhague                            |                                                       |
| 20:00 UTC+1      | Bendtner 34e · Tomasson 44e · Kahlenberg 59e |     |         | Spectateurs : 15 393 Arbitrage : Olegário Benquerença | Spectateurs : 15 393 Arbitrage : Olegário Benquerença |
| 20:00 UTC+1      | Rapport                                      |     |         | Spectateurs : 15 393 Arbitrage : Olegário Benquerença | Spectateurs : 15 393 Arbitrage : Olegário Benquerença |

| 21 novembre 2007 | Espagne  | 1–0 | Irlande du Nord | Estadio Gran Canaria, Las Palmas                |                                                 |
| 19:00 UTC+0      | Xavi 52e |     |                 | Spectateurs : 30 339 Arbitrage : Herbert Fandel | Spectateurs : 30 339 Arbitrage : Herbert Fandel |
| 19:00 UTC+0      | Rapport  |     |                 | Spectateurs : 30 339 Arbitrage : Herbert Fandel | Spectateurs : 30 339 Arbitrage : Herbert Fandel |

| 21 novembre 2007 | Suède                       | 2–1 | Lettonie    | Stade Råsunda, Solna                            |                                                 |
| 20:00 UTC+1      | Allbäck 1re · Källström 57e |     | 26e Laizāns | Spectateurs : 26 128 Arbitrage : Wolfgang Stark | Spectateurs : 26 128 Arbitrage : Wolfgang Stark |
| 20:00 UTC+1      | Rapport                     |     |             | Spectateurs : 26 128 Arbitrage : Wolfgang Stark | Spectateurs : 26 128 Arbitrage : Wolfgang Stark |